# 小豆島

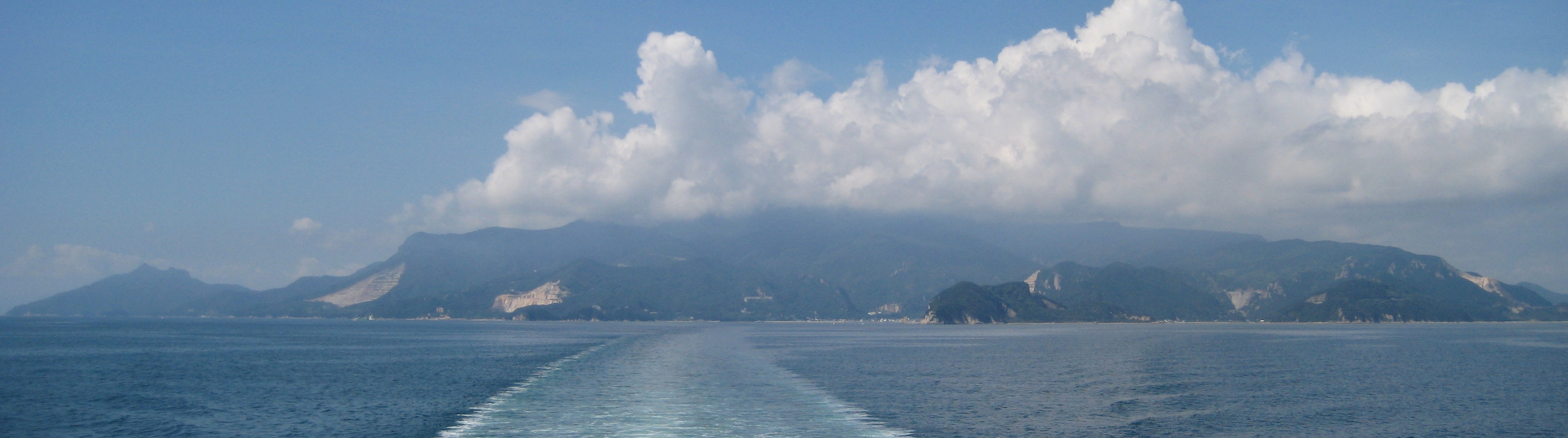
北東方向より見た小豆島

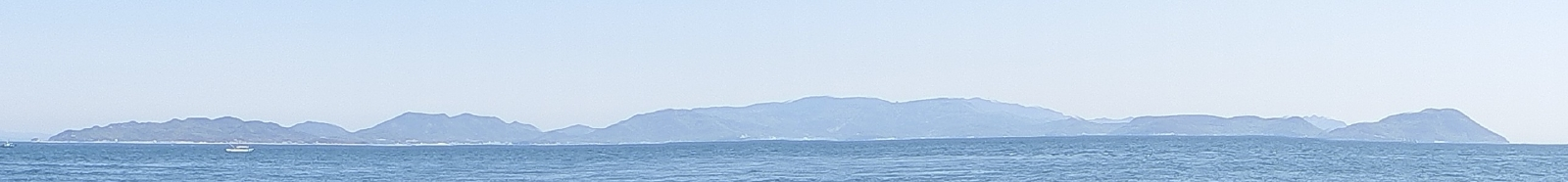
四国最北端の竹居観音から見る小豆島

小豆島（しょうどしま）は、瀬戸内海・播磨灘にある島。行政区分は香川県小豆郡に属し、小豆島町、土庄町の2町からなり、人口は2万5881人（2020年度推計）。近年、人口が減少の一途をたどっており、2013年6月24日に隣接する沖之島とあわせて、国土交通省より「離島振興法」の指定を受けた。
古代には「あずきしま」と呼ばれ、その後、中世までは「しょうずしま」と呼ばれた。素麺、醤油、佃煮、胡麻油、オリーブなどの生産が盛んであり、いずれも日本有数の生産地となっている。特にオリーブは国内栽培の発祥地として広く知られる。小説『二十四の瞳』の作者壺井栄の故郷としても知られ、小豆島をロケ地として、同小説はこれまで2回映画化された。また、近年では漫画／アニメーション「からかい上手の高木さん」の聖地（特に、土庄町）としても知られている。

## 地理
| 姫路 淡路島 四国 家島諸島 小豆島 [[明石海峡\|明石海峡]] 播磨灘 大阪湾 鳴門海峡 [[紀伊水道\|紀伊水道]]  |
| ランドサット7号 (Landsat 7) が撮影した小豆島周辺海域。 ※表示環境によっては文字がずれることがあります。 |

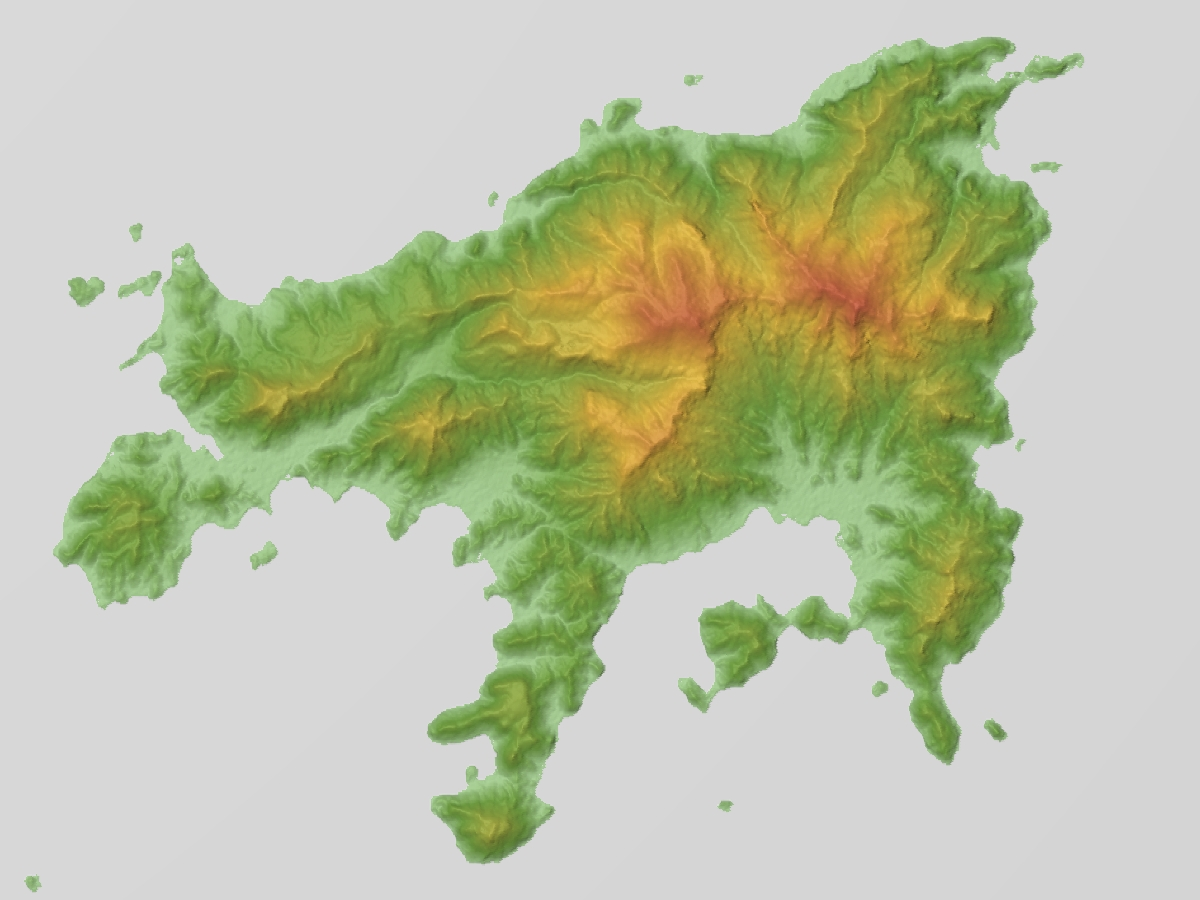
地形図

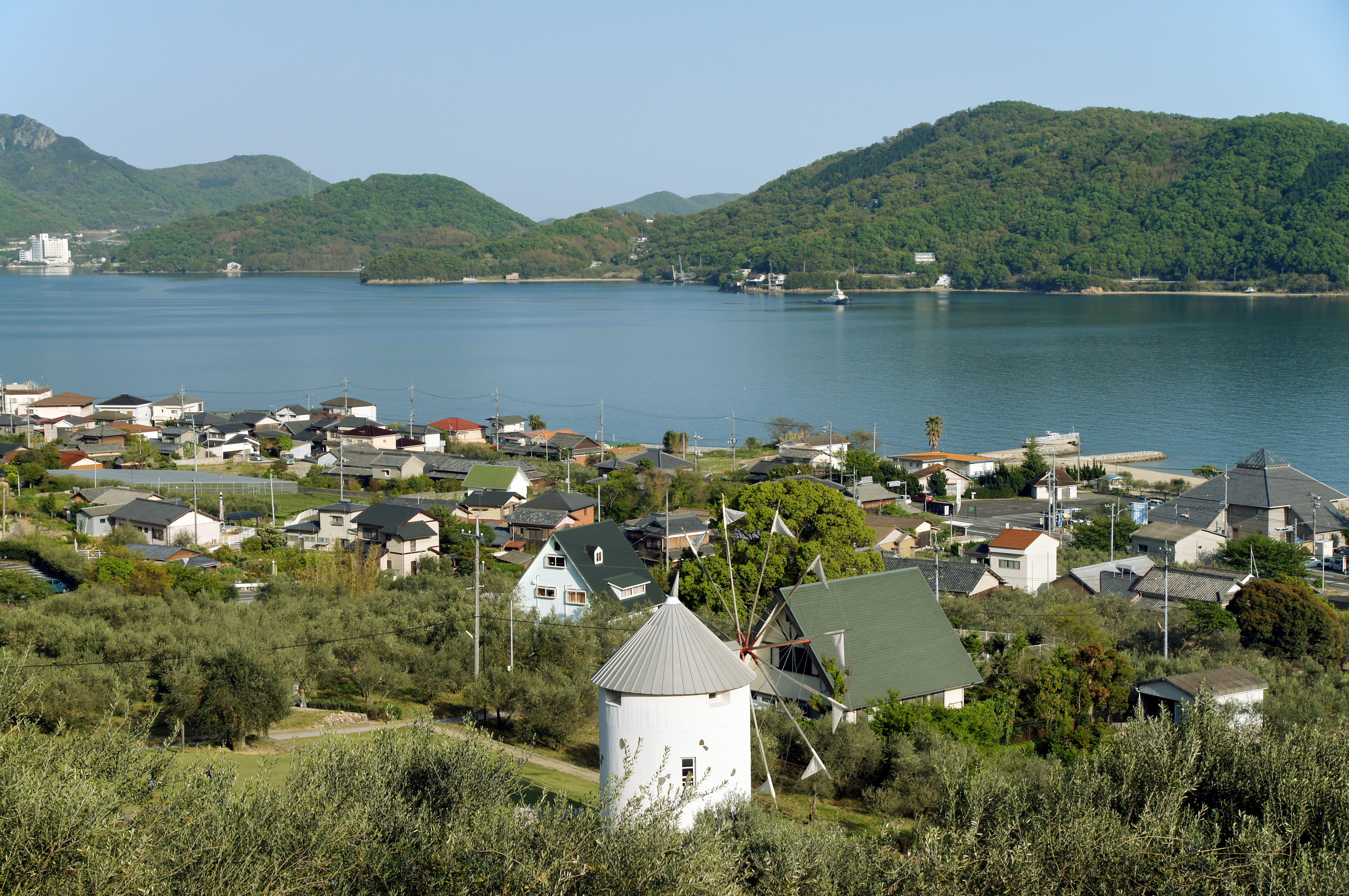
オリーブ林と内海湾

小豆島は、香川県の県庁所在地高松市の約20km北東沖に位置し、同県最大の島である。
正確には2つの島で、狭義の小豆島はギネスブック認定の世界で最も幅の狭い土渕海峡（最狭幅は9.93メートル）を挟んで東側の島のことを指す。一般的には海峡の西にある前島も含めて「小豆島」と呼んでいる。
瀬戸内海では淡路島に次いで2番目の面積で、日本の島においては19番目の大きさである。横に向いた牛が西を見ているような特徴的な形で海岸線は変化に富み、多数の半島と入江がある。南側には池田湾、内海湾がある。温暖な瀬戸内海式気候を活かし、オリーブやミカン、スモモなどの栽培が行われている。
本州、四国から橋梁、トンネルなどでつながっていない非架橋の島としては、瀬戸内海で最多の人口を有する島である。また、空港が存在しないため、船でしか渡れない離島としては日本国内で最多の人口を有する島である。1日に発着する定期船の本数は日本有数である。
2013年6月23日までは面積100km2以上の非架橋有人島（北方4島を除く）としては、（沖縄県の離島振興も含め）離島振興法などのいずれの振興法も指定を受けていない日本で唯一の例だった。同年6月24日から国土交通省よりの離島振興法の指定を受けた。離島振興法を活用することにより、2023年までの人口減少率を10％以内に抑えることを目指している。
島の中心部には、瀬戸内海の島で一番高い山である星ヶ城（ほしがじょう、817m）があり、瀬戸大橋と大鳴門橋、明石海峡大橋を同時に見渡せる。
- 面積153.30km2（国土地理院のデータによる）
- 海岸線の長さ126km

寒霞渓を始めとする渓谷・自然が瀬戸内海国立公園に指定されている。
この島の生物相は、「天然の博物館」と呼ばれるほど生物の種類に富んでいる（前島 (岡山県)も参照）。島内には江戸時代、猪による農業被害を防ぐためしし垣が島内を一周するように120キロメートルにわたり築かれた。島内の猪は明治初期に発生した豚熱でほぼ絶滅したが、近年は農作物が荒らされるようになり、2019年度には2039頭が捕獲された。
海底地形の理由から電力の開通以来、2016年4月の電力自由化の前は全域が中国電力の供給区域となっていた。
小豆島で話される方言は讃岐弁に分類され、東讃の言葉に近いとされるが、東讃では代表的な讃岐弁「〜やけん・やきん（=〜だから）」を用いないなど異なる面も多い。かつての地理的な影響から上方の方言・中国方言等の語彙等も多く見られる。小豆島の島内でも地域により言葉が若干異なり、アクセントに関しても旧池田町付近は高松式、旧内海町北部は観音寺式、南部は本島式、土庄町は土庄式と差異がある。なお「しょうどしま」は、香川県主部も含め「しょ」にアクセントを置いて発音されるように聞こえる。

## 歴史
小豆島について文献に見える最古の記録は『古事記』の国産みの段で、伊邪那岐命と伊邪那美命のまぐわいにより「小豆島」（あずきしま）、亦の名を「大野手比売」（おおぬでひめ、おおぬてひめ、大鐸姫、阿豆枳島神社の祭神）が生まれたと記述されている。「おおぬでひめ」の「鐸」は銅鐸のことで、実際に三五郎池の西側から銅鐸が出土している。
小豆島は古代から吉備国児島郡に属し、吉備国が分割された後も備前国に属すなど、中世までは本州側の行政区画に組み込まれていた。平安時代初期からは皇室の御料地となるが、1347年（貞和3年）にはそれまで南朝に呼応して島を支配していた飽浦信胤が細川師氏に攻められて倒されて以後、島は細川氏領となり皇室領は解体された。またこの細川氏は讃岐国守護であり、この時から政治的な支配者という側面では本州側の手を離れ、四国側に移っている。
実質的にはこの時（1347年（貞和3年））から小豆島は讃岐国へと所属が変わっているが、書簡などに見られる名称に讃岐国あるいは讃州という呼称は定着せず、依然として備前国という呼称が用いられていた。このような状態は江戸時代の1689年（元禄2年）の文書まで見られたが、以降、宝永年間からはようやく讃岐国あるいは讃州という呼称が定着し、備前国という表示は行われなくなった。
小豆島は大阪以西における海上交通の要衝地であるため、1585年（天正13年）に豊臣秀吉の蔵入地（直轄領、後の天領）になって以降、その重要性から時の中央政権が直接領有する時代が続いた。
大坂の陣後、江戸幕府が大坂城を再建するにあたって新しい石垣を造営するために西国の諸大名は幕府の許可を得て小豆島の各地に石丁場を設置した。記録で知られるところでは福岡藩黒田家、熊本藩加藤家、小倉藩（後に熊本藩）細川家、竹田藩中川家、安濃津藩藤堂家、松江藩堀尾家、柳川藩田中家、佐賀藩鍋島家、広島藩浅野家の石丁場が知られている。石丁場は公儀普請の際に当時の島の代官であった小堀政一（没後は大坂町奉行・大坂舟奉行に権限を移管）の許可を得て初めて石を切りだせることになっていたが、良質な石を得られる場所は貴重であったために諸大名はいつ生じるかも分からない公儀普請に備えて石丁場を保持し続けた。石丁場を持っていた大名が改易になると新領主がその石丁場を継承することもあったが、そうした大名が現れなかった石丁場では公儀の許可を得た商人による請負に転換され、そうした場所では限定的ながら商用に用いることも許されることになった。
　
| 地区     | 1708年（宝永5年）- 1712年（正徳2年） | 1721年（享保6年）- 1739年（元文4年） | 1740年（元文5年）- 1829年（文政12年） | 1830年（天保元年）- 1837年（天保8年） | 1838年（天保9年）- 明治維新 |
| -------- | ------------------------------------ | ------------------------------------ | ------------------------------------- | ------------------------------------- | --------------------------- |
| 池田村   | 幕府領 （高松藩預地）                | 幕府領 （高松藩預地）                | 幕府領 （倉敷代官所など）             | 幕府領 （倉敷代官所など）             | 津山藩領                    |
| 土庄村   | 幕府領 （高松藩預地）                | 幕府領 （高松藩預地）                | 幕府領 （倉敷代官所など）             | 幕府領 （倉敷代官所など）             | 津山藩領                    |
| 淵崎村   | 幕府領 （高松藩預地）                | 幕府領 （高松藩預地）                | 幕府領 （倉敷代官所など）             | 幕府領 （倉敷代官所など）             | 津山藩領                    |
| 上庄村   | 幕府領 （高松藩預地）                | 幕府領 （高松藩預地）                | 幕府領 （倉敷代官所など）             | 幕府領 （倉敷代官所など）             | 津山藩領                    |
| 肥土山村 | 幕府領 （高松藩預地）                | 幕府領 （高松藩預地）                | 幕府領 （倉敷代官所など）             | 幕府領 （倉敷代官所など）             | 津山藩領                    |
| 小海村   | 幕府領 （高松藩預地）                | 幕府領 （高松藩預地）                | 幕府領 （倉敷代官所など）             | 幕府領 （倉敷代官所など）             | 津山藩領                    |
| 草加部村 | 幕府領 （高松藩預地）                | 幕府領 （高松藩預地）                | 幕府領 （倉敷代官所など）             | 幕府領 （伊予松山藩預地）             | 幕府領 （倉敷代官所など）   |
| 福田村   | 幕府領 （高松藩預地）                | 幕府領 （高松藩預地）                | 幕府領 （倉敷代官所など）             | 幕府領 （伊予松山藩預地）             | 幕府領 （倉敷代官所など）   |
| 大部村   | 幕府領 （高松藩預地）                | 幕府領 （高松藩預地）                | 幕府領 （倉敷代官所など）             | 幕府領 （伊予松山藩預地）             | 幕府領 （倉敷代官所など）   |

江戸時代初期までの間は小豆島が4つの庄に分かれたうち、池田地区は池田荘（池田郷）となる。そののち、小豆郡のうち東部三郷（草加部、福田、大部）は江戸幕府直轄の天領（倉敷代官所管轄）として、池田地区とも幕府の天領地となる。西部六郷は津山藩領として統治された。また天保年間、池田郷は津山藩の領地となる。明治初期には廃藩置県により小豆島は倉敷県に属したが、その後は香川県に属する。一時は香川県が統廃合を繰り返したため、名東県、愛媛県と所属を香川県と一にするが、最終的には香川県となる。
現在も土庄町が岡山県津山市と歴史友好都市交流を行うのを始め、香川県はもとより岡山県側の岡山市、玉野市、倉敷市、備前市、兵庫県赤穂市、姫路市など瀬戸内海北岸地域との結びつきも深い。

### 年表
近世
- 1585年、羽柴秀吉が小西行長に小豆島1万石を与える。
- 1586年、小西行長がグレゴリオ・デ・セスペデス神父を島に派遣し、キリスト教が伝わる。
- 1588年、天領になる。
- 1598年、伊勢参りに行った島民が三輪の素麺作りを学び、島独特の手延べそうめんを作り上げる（小豆島そうめんの起こり）。
- 1620年、大坂城修復の際、小豆島より多くの石が採られ運ばれる。
- 1637年、肥前島原で発生した島原の乱で多くの農民が殺害されたため、小豆島からも島原半島南部に移住が行われる。その際に手延べそうめん技術も島原に移入され、現代では長崎県南島原市は手延べそうめん製造でライバルとなっている。
- 1686年、島の仏教僧侶により、小豆島八十八ヶ所霊場が整備される。
- 1804年、高橋文右衛門が島外へ向けて醤油の製造販売を開始（小豆島醤油産業の起こり）
- 1858年、加登屋製油所が創業（現在のかどや製油）。

近代・現代
- 1907年、「丸金醤油株式会社」設立（現在はジャパン・フード&リカー・アライアンス）。
- 1908年、西村地区にてオリーブの栽培が開始される（小豆島オリーブ産業の起こり）。
- 1931年、豚熱が発生。島内でブタ2129頭死亡[9]。
- 1934年、寒霞渓（神懸山）が日本初の国立公園（瀬戸内海国立公園）に指定される。
- 1945年、武部吉次が島外へ向けて佃煮（葉柄佃煮）の製造販売を開始（小豆島佃煮産業の起こり）
- 1954年、小豆島を舞台とした映画『二十四の瞳』が公開、大ヒットとなり観光ブームが訪れる。
- 1957年、小豆郡大部村が土庄町に編入。これより小豆島は土庄町、池田町、内海町の3町体制となる。
- 1974年、7月6日から7日にかけて梅雨前線による集中豪雨。島の東側で土石流や山腹崩壊などの土砂災害が頻発して、死者・行方不明者27人、負傷者10人[10]。
- 1989年、ギリシャのミロス島と姉妹島提携を結ぶ。
- 2006年、池田町、内海町が合併。小豆島町となり、小豆島は2町体制となる。
- 2010年より3年ごとに瀬戸内国際芸術祭が開催される。
- 2013年、離島振興法により離島振興の対象地域となる。

## 行政
小豆島は全域が香川県小豆郡に属し、土庄町と小豆島町の2町がそれぞれ存在する。人口・面積とも最大は小豆島町であるが、島の玄関口であり多くの商業施設や県出先機関が所在するのは土庄町である。また、土庄町は小豆島本体以外に豊島も町域に含んでいる。小豆島町は平成の大合併によって池田町と内海町が合併して新設されたもので、それまでは半世紀にわたって長らく3町体制が続いていた。平成の大合併では土庄町も含めた3町で合併協議会が進行していたが、町役場の位置をめぐって土庄町と残り2町が対立し、最終的に土庄町が離脱した。

## 経済

### 商業
島嶼地域であるが、3万人近い人口を擁しており、土庄町を中心にある程度チェーン店が立地している。コンビニエンスストアは2023年8月時点でセブン-イレブンが6店舗営業している。島内ではこのほか、ファミリーレストラン1軒が23時まで営業を行なっている。1979年1月にはモスバーガー小豆島店が同社の100店舗目として全国でも比較的早期に開店したが、2001年以降に閉店している。
主な商業施設
- オリーブタウン
  - DCM小豆島店
  - マルヨシセンター土庄店
  - マツヤデンキ小豆島店
  - くすりのレディ小豆島店
  - ジョイフル小豆島店
  - パリミキ土庄店
- セブン-イレブン小豆島土庄町店、小豆島土庄港店、小豆島オリーブタウン店、小豆島池田店、小豆島内海店、小豆島馬木店
- マルナカ新土庄店、内海店
- マルヨシセンター内海店
- ケーズデンキ土庄店
- ザグザグ土庄店、内海店
- ほっかほっか亭土庄店、内海店
- しまむら土庄店
- 宮脇書店土庄マルナカ店
- ダイソー小豆島土庄店
- ダイレックス土庄店
- ドラッグコスモス土庄店
- 土庄港観光センター

### 金融機関
島内の金融機関は香川県系の銀行と各郵便局にあるゆうちょ銀行が存在する。2013年まではサンクスがコンビニとして営業していたもののコンビニATMがなかったため、島内における時間外引き出しは不可能であった。2013年3月8日にセブン-イレブンが開店するのに伴い、セブン銀行のATM（現金自動預け払い機）も設置され、この状態は解消された。
- 百十四銀行土庄支店、内海支店（店舗外ATM：単独5か所、共同1か所）
- 香川銀行小豆島支店、内海支店（店舗外ATM：単独1か所）
- 四国労働金庫内海出張所（店舗外ATM：単独1か所）
- 高松信用金庫土庄支店（店舗外ATM：単独1か所）
- 香川県信用組合土庄支店
- JAバンク香川土庄支店、蒲生出張所、西出張所、大鐸支店、四海支店、福田支店、北浦支店、大部支店、西村支店、草壁支店、内海支店、苗羽支店、池田支店、二生出張所、三都出張所（店舗外ATM：単独10か所）
- 郵便局17か所（うち簡易郵便局2か所）
  - 郵便局における土日祝のATM取り扱いは土庄郵便局のみ。
- セブン銀行ATM6か所

### 産業

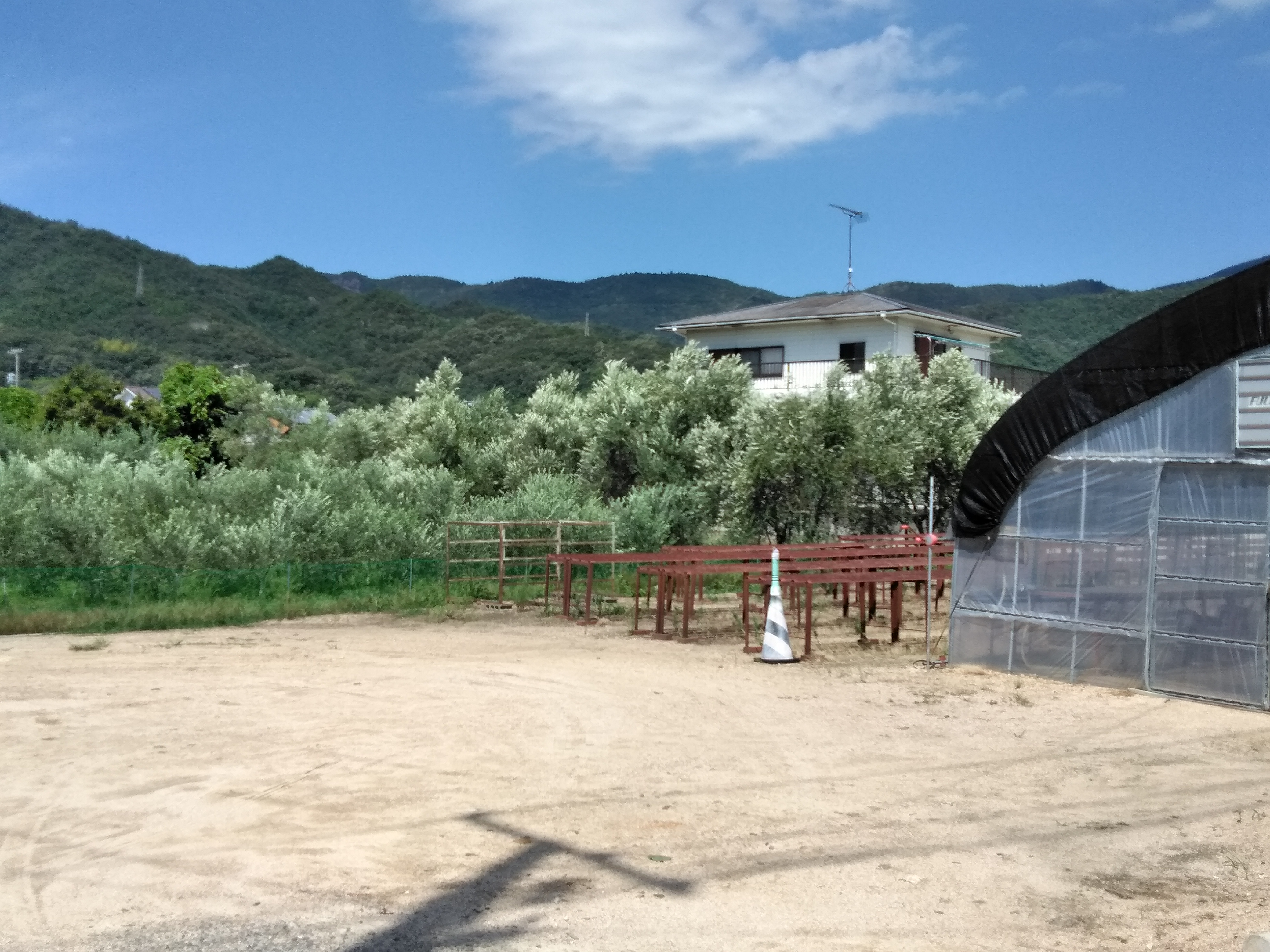
小豆島のオリーブ畑

- 観光産業…『二十四の瞳』の映画化以降、観光客が増え、1972年には150万人が島に訪れた[11]。
- 醤油（盛田など、小豆島町）
- 佃煮（日本有数の生産地）
- そうめん（「島の光」、日本三大そうめんの一つ）
- ごま油（かどや製油、土庄町）
- オリーブ（日本初。100年以上の歴史を持ち、国内最大の生産量）
- 石材業（花崗岩が中心）
- 漁業
- 造船・船舶修繕業（香川船渠など）

## 災害

### 土砂災害
1974年7月と1976年9月に記録的な集中豪雨を記録し、島内にある山地が崩壊。1974年には死者29名・全半壊家屋128戸、1976年には死者39名・全半壊家屋406戸を記録した。その中で1976年の災害は島内のいくつかの山地が崩壊し、山麓の扇状地に位置していた島の西側に位置する石場・東側に位置する小豆島町（旧内海町）橘地区などの集落は土石流の直撃を受けた場所が多く、惨憺たる状況であった。石場地区では土石流が流下し、家屋を押し潰していき、海岸沿いの道路は寸断され、田畑などの農作物がマサ（花崗岩砂）によって影響が出た。また、橘地区では背後の山地に崩壊地が多発し、土石流が川を伝っていき、勢いを増した水が鉄砲水となって流下し、扇状地上の集落を襲った。災害後は山腹崩壊を生じた部分に砂防工事が行われ、コンクリート堰堤が構築された。

### 山火事
1970年1月12日、池田町の山林から出火。同月14日には約540ha以上の森林に延焼する大規模な山火事となった。

## 姉妹島
- ミロス島（ギリシャ）

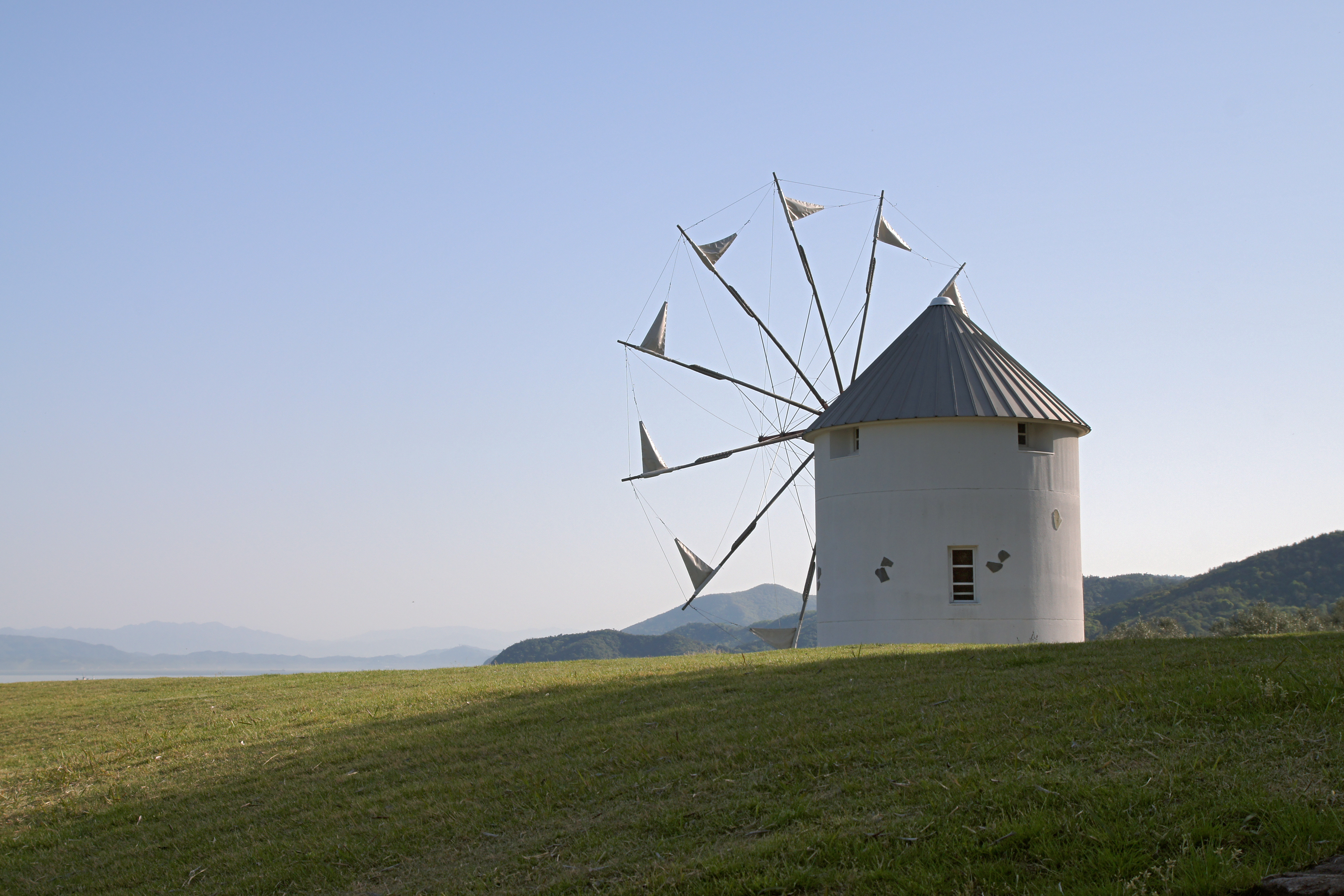
小豆島オリーブ公園（小豆島町西村）のギリシャ風車。ミロス島との友好の証として1992年に建てられた。

  - 1989年（平成元年）10月8日 - 小豆島とミロス島が姉妹島提携[14][15]。

1973年、堀本文治（小豆島バス社長）が観光施設「太陽の丘ピースパーク」（小豆島町安田。1973年開園、2004年以後休業状態）にギリシャ風の「オリーブ神殿」と「平和の鐘」を建立した。この「平和の鐘」の絵葉書を見たギリシャのウミガメ保護活動家リリー・E・ベニセロス（地中海海亀協会メンバー）が、鐘楼の頂塔（オリーブの花をあしらったもの）がウミガメに似ていることに愛着を感じ、1988年に香川県知事を通じて小豆島と地中海の島との姉妹島提携を提起、当時の小豆郡3町（土庄町・池田町・内海町）の町長・議会も提案を受け入れた。ギリシャ側の提携先としては、ギリシャの当時の観光大臣の助言などによりミロス島が選ばれた。1989年6月、3町議会および広域行政議会において「ミロス島との姉妹島提携」を議決し、10月にミロス島代表団を小豆島に迎えて提携議定書調印式が行われた。なお、提携当時はミロス島側にも2市町（ミロス市・アダマンタス町 (Adamantas) ）があったが、合併により現在はミロス市1市になっている。交流基盤として1990年に小豆島国際友好協会が設立され、子供のホームステイなどの事業が行われている。

## 名所・観光スポット

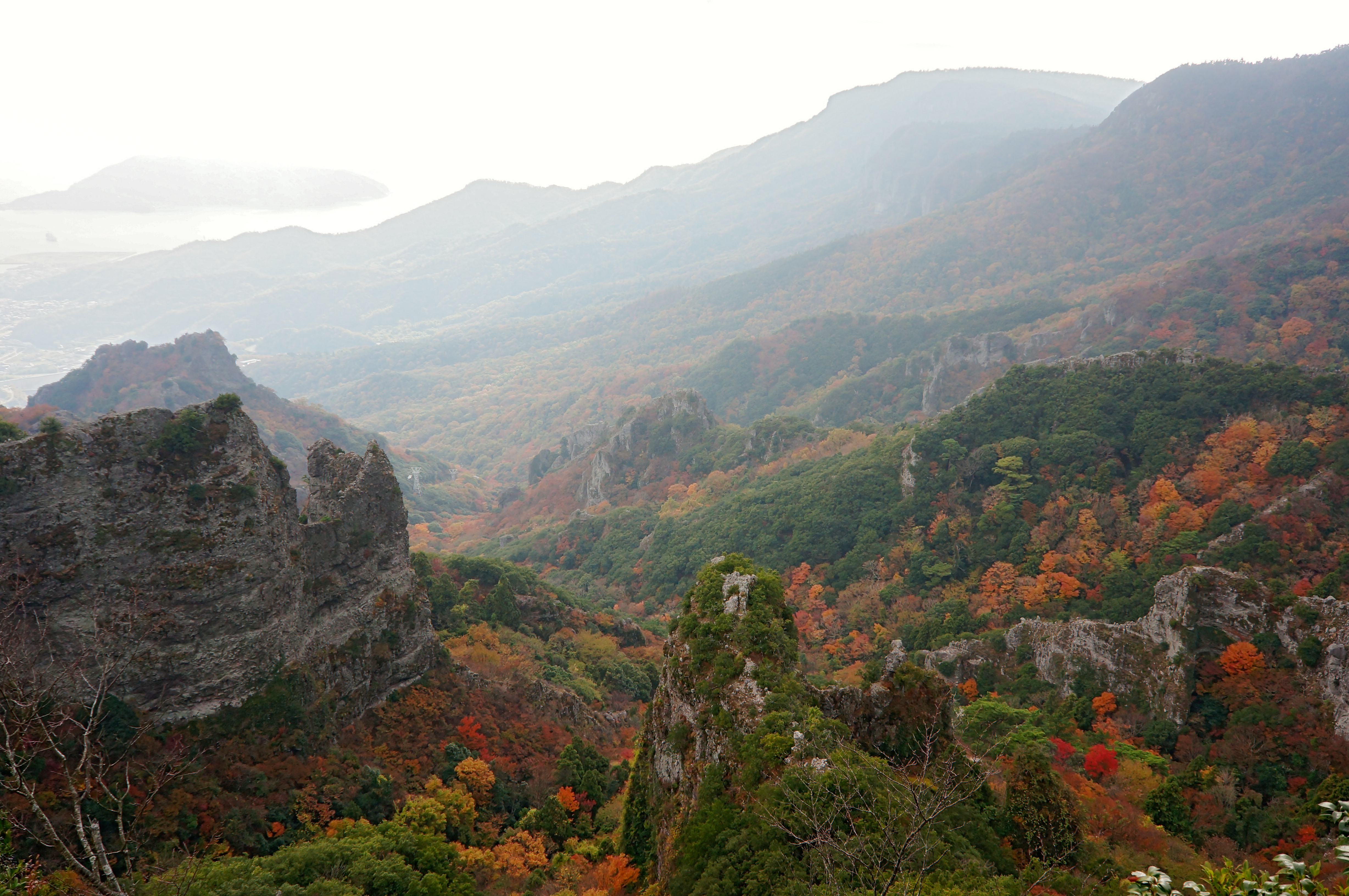
寒霞渓

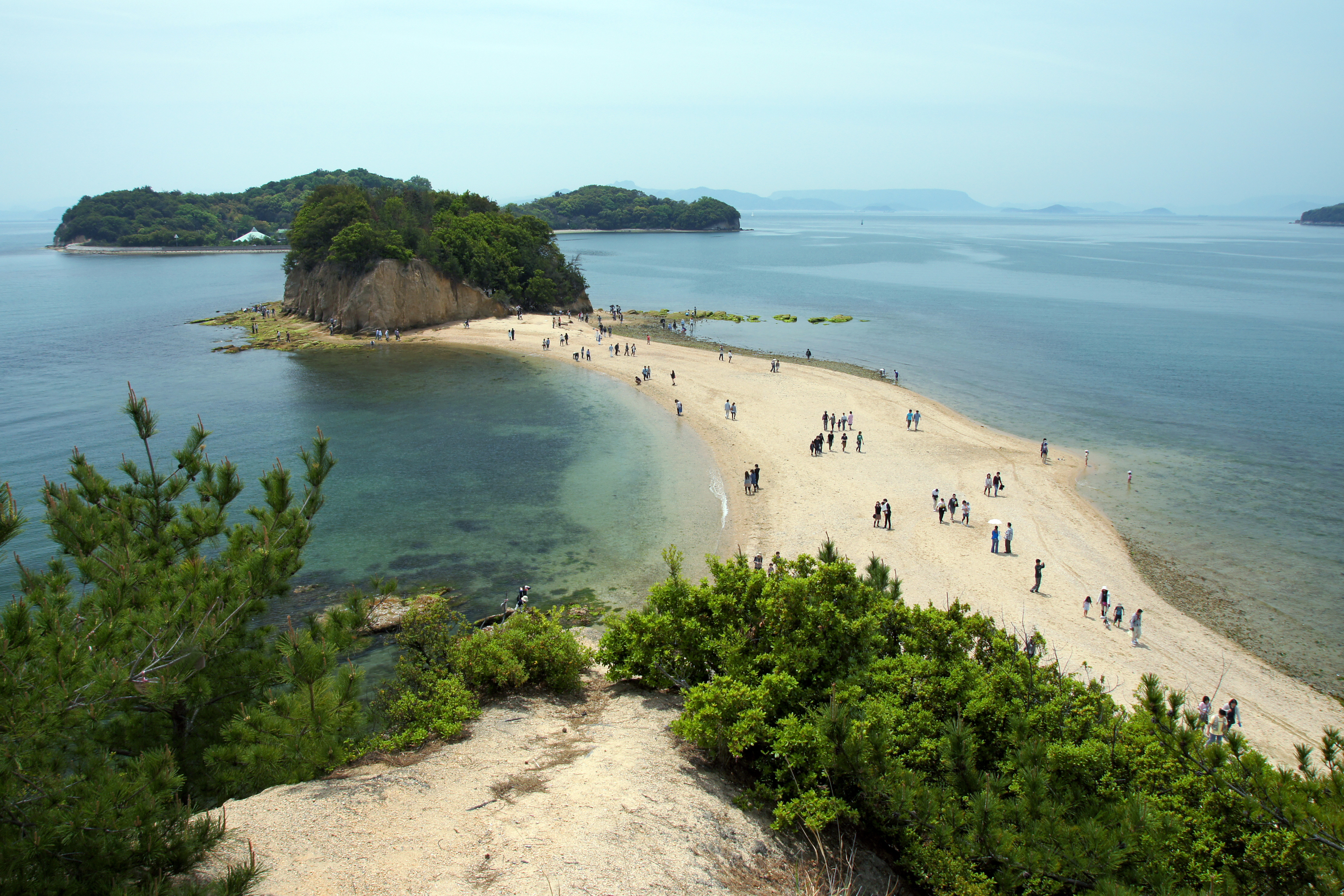
エンジェルロード

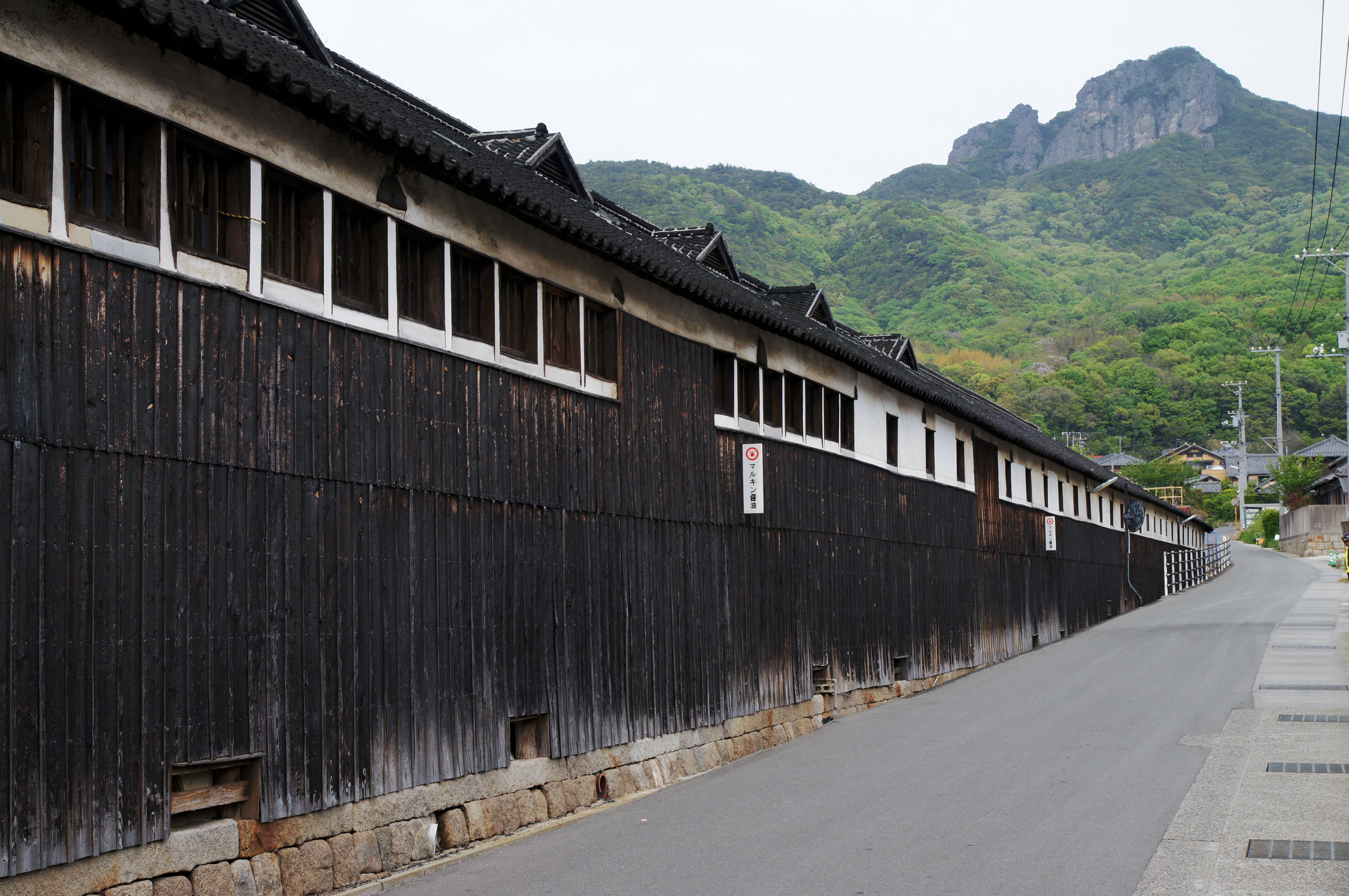
醤の郷

- 二十四の瞳映画村 - 映画『二十四の瞳』（1987年版）のオープンセットを改築、保存した建物など。
  - 壺井栄文学館
- 岬の分教場 - 旧苗羽小学校田浦分校校舎。『二十四の瞳』の舞台。島内に残る唯一の初期小学校校舎。
- 平和の群像 - 『二十四の瞳』の先生と生徒達の銅像。土庄港にある。
- 寒霞渓 - 瀬戸内海国立公園、国の名勝に指定、日本三大渓谷の一つ。ロープウェイがあり、その絶景は四国八十八景78番選定。
  - 星ヶ城山 - 瀬戸内海最高峰（817m）。南北朝時代に、南朝方の佐々木三郎左衛門尉飽浦信胤により築城した星ヶ城址がある。
  - 紅雲亭
  - 四方指展望台 - 小豆島で2番目に高い三角点（776m）近傍にある展望台。四国八十八景77番選定。
  - 美しの原高原
- 銚子渓 - 滝の素晴らしい渓谷。
  - 銚子渓自然動物園（お猿の国）
- エンジェルロード - 「恋人の聖地」認定。四国八十八景76番選定。潮の満ち引きによって道が現れたり消えたりする、人気の観光、恋愛スポット。
- 大坂城残石記念公園 - 史跡博物館、道の駅、みなとオアシスの施設機能を備えた公園
- 天狗岩丁場跡 - 石切丁場としては日本唯一の指定史跡。大阪城築城の際、黒田藩によって開かれた。
- 小豆島シーサイドゴルフクラブ - 小豆島で唯一のリゾートゴルフコース。全ホール瀬戸内海の絶景を眺めながらラウンドできるのが特徴。
- 小豆島オリーブ公園 - オリーブ記念館、ギリシア風車、サンオリーブ（小豆島温泉）、道の駅など
- 樹齢千年オリーブ大樹日本で唯一、世界でも希少なオリーブの樹
- 道の駅小豆島ふるさと村 - 巨大かぼちゃコンテストの全国大会である日本一どでカボチャ大会の大会会場にもなっている。
  - 手延そうめん館
- 醤の郷 - 近代醤油蔵建築の日本最大の集積地。近代化産業遺産12件、国の登録有形文化財90件を含む醤油蔵、諸味蔵、佃煮工場が並ぶ。
  - マルキン醤油記念館
- 迷路のまち
  - 西光寺 - 小豆島八十八箇所札所
  - 小豆島尾崎放哉記念館　
  - 妖怪美術館 - アーティストの柳生忠平をはじめ世界中のさまざまなアーティストがつくった現代の妖怪が800体以上集められている美術館
  - 小野川直樹美術館 -  折り鶴アーティスト小野川直樹の作品を展示した美術館
- 土渕海峡 - 世界一狭い海峡。
- 池田の桟敷 - 国の重要有形民俗文化財
- 中山千枚田 - 小豆島唯一の棚田、蛍の里としても有名。
- 双子浦 - 海と入江と島の織り成す絶景。応神天皇の旧跡地でもある。
- 地蔵崎灯台 - 四国十景・讃岐百景に指定。
- 高見山公園
- 花寿波島
- こぼれ美島
- 小豆島温泉
- 小豆島オートビレッジYOSHIDA - 温泉施設、オートキャンプ場。
- とのしょうBASE - 「からかい上手の高木さん」にまつわる図画や関連した物品が展示されている。

かつて存在した施設など
- 小豆島孔雀園

## 社寺
- 小豆島八十八ヶ所霊場（島四国八十八ヶ所） - 年間、数万人もの巡礼者が島を訪れる。
- 真言宗別格本山弘法の滝護国寺 - 日本でも屈指の霊泉（弘法の滝）が境内奥地より涌出している。小豆島町中山2599。
- 恵門の滝・石門・清滝・笠滝 - 小豆島山岳霊場のうち不動明王を祀る。
- 皇子神社の社叢 - 国指定の天然記念物。
- 渕崎八幡神社 - 戦没陸軍特別幹部候補生の碑がある。
- 小豆島大観音
- オリーブ神社
- 鹿島明神社
- 富丘八幡神社

## イベント
- 瀬戸内国際芸術祭（３年ごと）
- 瀬戸内海タートル・フルマラソン全国大会
- 小豆島オリーブマラソン全国大会
- 小豆島まつり

## 交通

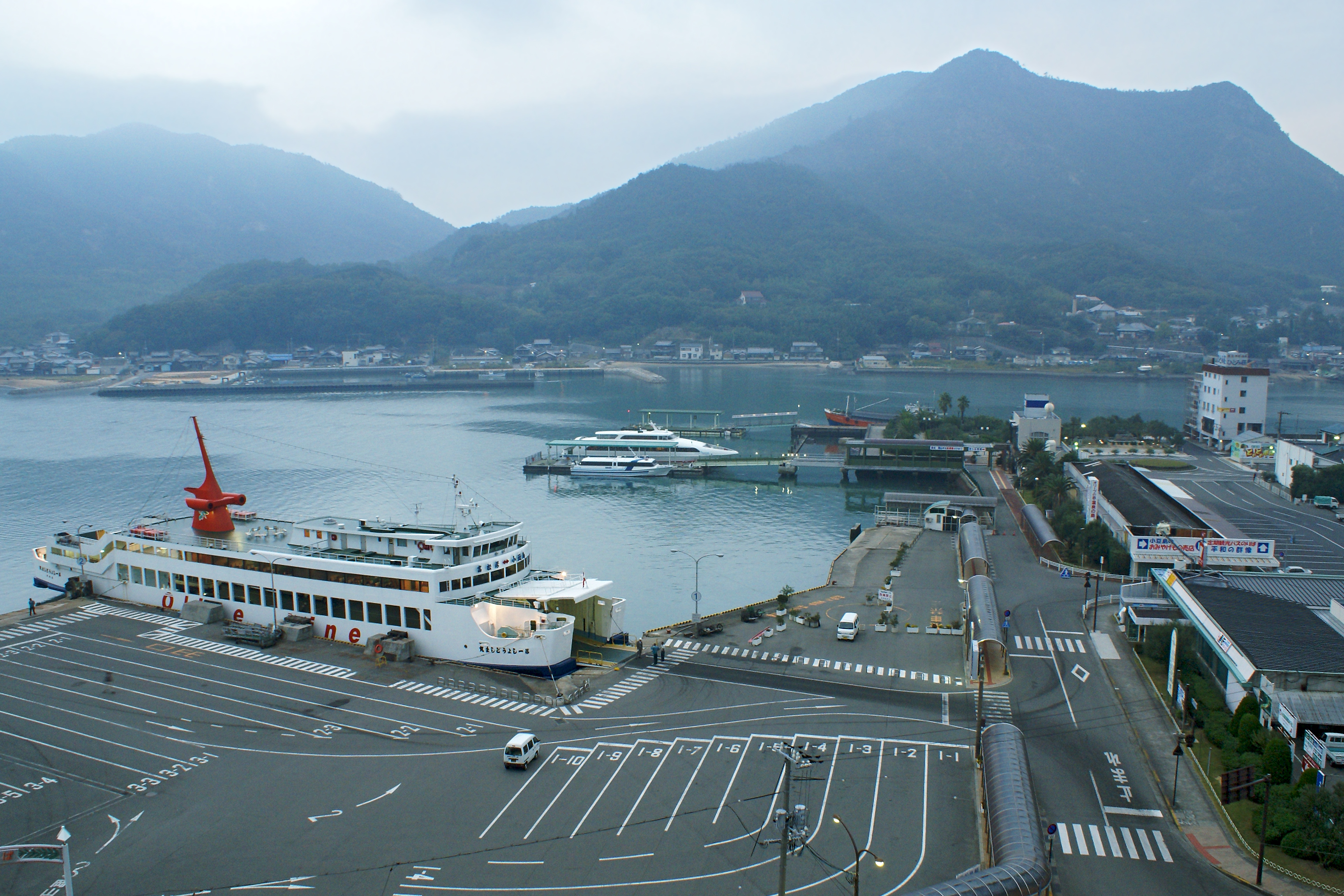
土庄港

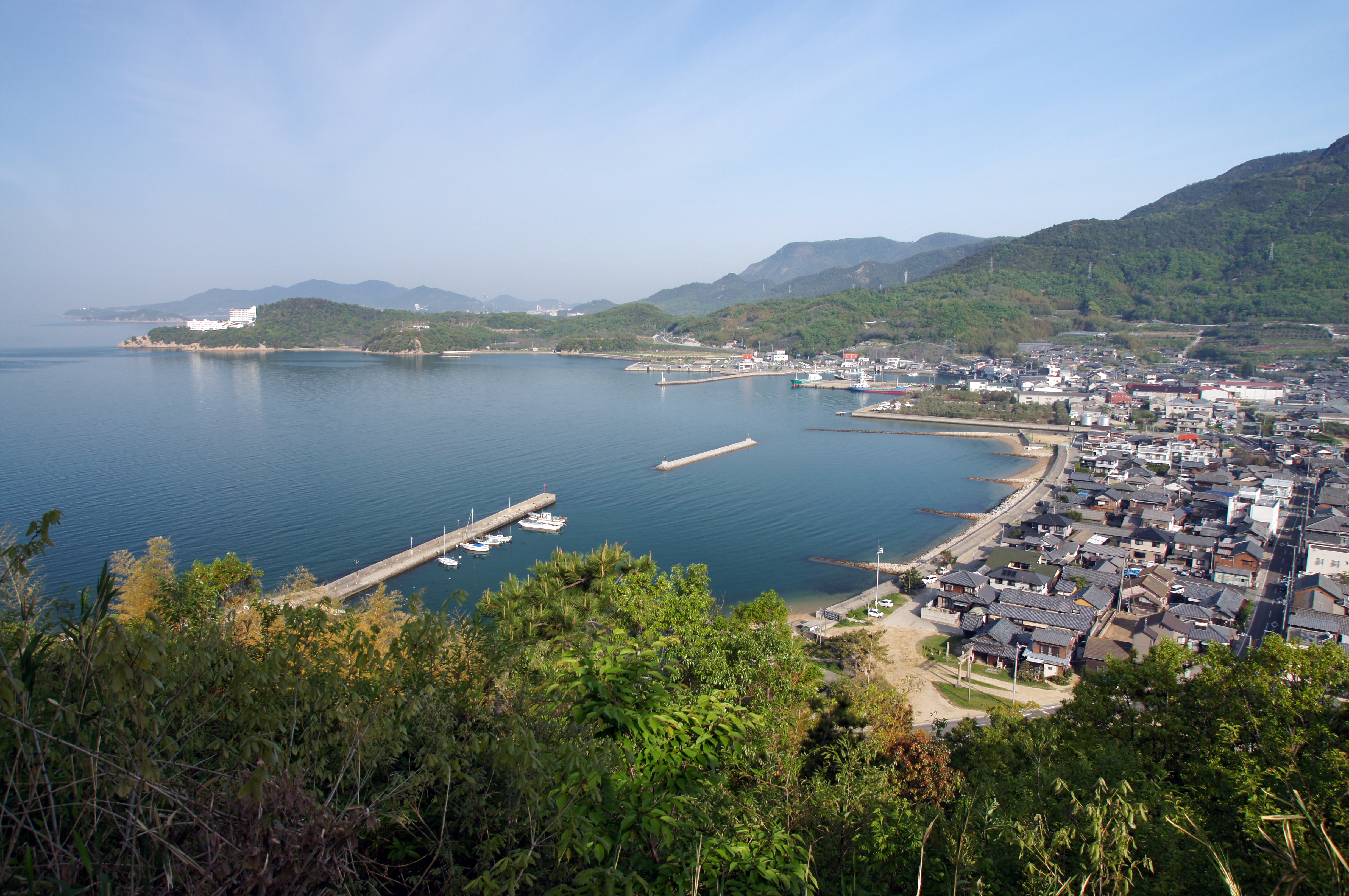
池田港

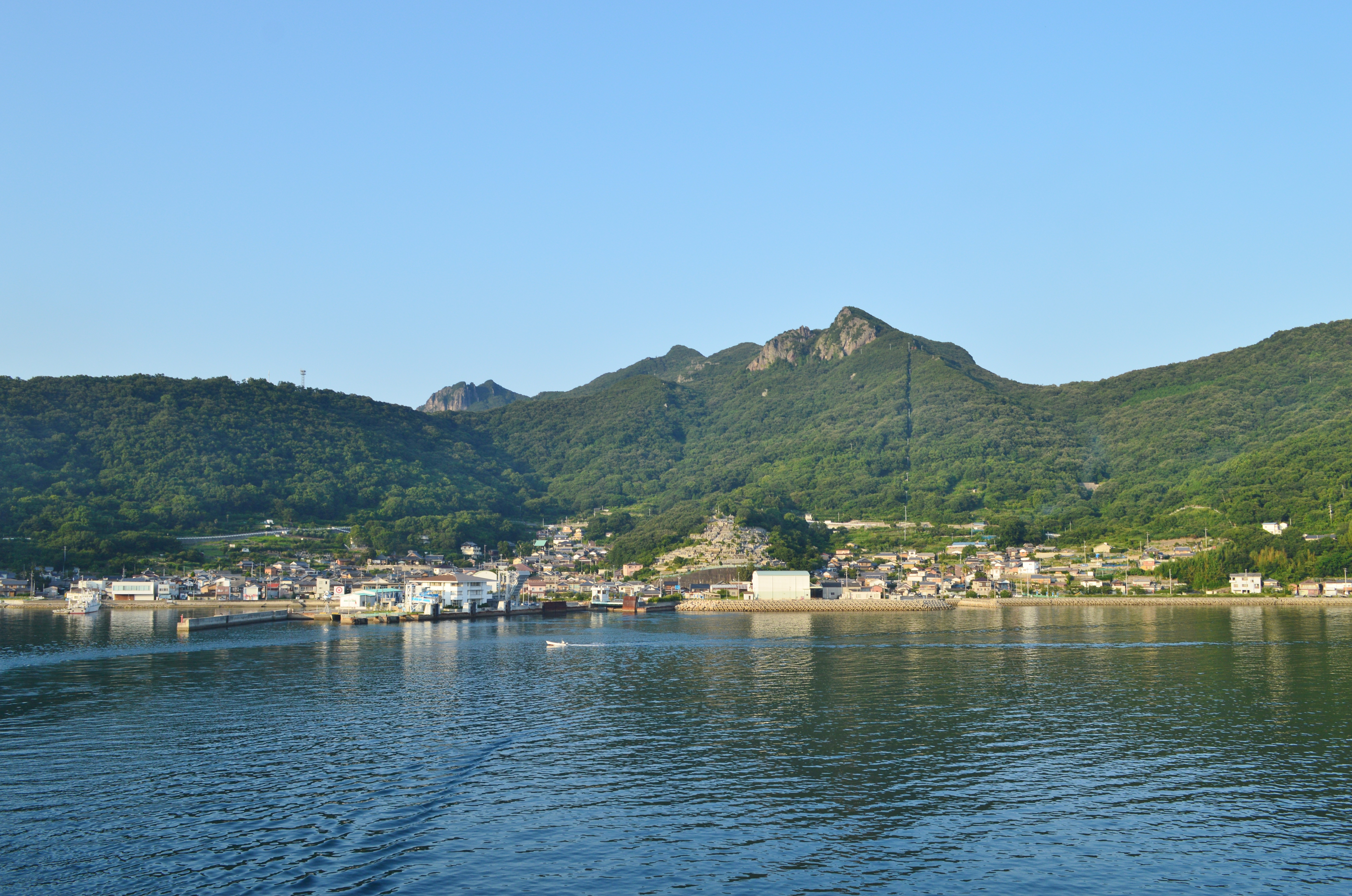
坂手港

### 小豆島への交通
車両乗船可能なフェリーを運航している。便数は四国側の高松港へ発着するものが最も多く、小豆島から行き来する際に利便性が高い。そのほか、本州側からは新岡山港、宇野港、姫路港、神戸港からのフェリーが現在運航している。また、瀬戸内国際芸術祭（トリエンナーレ）期間中は直島、犬島、豊島などその他の島嶼部への臨時便が出る。
太字の会社は旅客専用の高速船の運航もある。運賃は大人1人当たりの片道旅客運賃。
香川県本土（四国）
1. 四国フェリー・小豆島フェリー：高松港-土庄港（フェリー15往復/日、60分、700円）（高速船16往復/日、30分、1190円）※フェリーは旅客乗船不可の危険物指定便を含む。
2. 国際両備フェリー：高松港-池田港（11往復/日、60分、700円）
3. ジャンボフェリー：高松東港 - 坂手港（平日2.5往復/日、土曜・休日3往復/日、70分、700円） ※高松 - 神戸航路のフェリーが寄港

岡山県
1. 国際両備フェリー・四国フェリー：新岡山港 - 土庄港（8往復/日、70分、1200円）
2. 小豆島豊島フェリー：宇野港 - 土庄港（7往復/日、89分、1260円）※豊島経由

兵庫県
1. 小豆島フェリー：姫路（飾磨）港 - 福田港（7往復/日、100分、1710円）
2. ジャンボフェリー：神戸港 - 坂手港（平日3往復/日、土曜・休日4往復/日、180分、1990円（土曜・休日は500円、深夜便は500円（土曜・休日は1000円）を加算 ※神戸 - 高松航路のフェリーが寄港

休廃止航路
1. セラヴィ観光汽船：神戸港・中突堤中央ターミナル-坂手港（高速船「ラ・ベルメール」）
2. 関西汽船：大阪南港-坂手港（季節運航） - さんふらわあ中九州航路の間合いで運航していたがジャンボフェリーの就航により取りやめ
3. 小豆島エンジェルライン：高松港 - 土庄東港（高速船9往復/日、30分、1000円）※高速艇のみ。便含む。2012年4月23日開設するも2013年5月10日休止[16]。事業会社も破産した[17]。
4. 内海フェリー:高松港 - 草壁港（高速船5往復/日、45分）
5. 内海フェリー：高松港-草壁港（フェリー5往復/日、70分、700円）※フェリーは旅客乗船不可の危険物指定便を含む。国際両備フェリーが買収したが、赤字により航路廃止
6. 瀬戸内観光汽船：日生港 - 大部港（4往復/日、60分、1160円）コロナ禍や燃料高騰による赤字により航路廃止

### 島内での交通

#### バス
- 小豆島オリーブバス - 土庄港のターミナルを起点とした一般路線バスを運行す。
  - 坂手線、南廻り福田線（池田港・草壁港を経て福田港）、田ノ浦映画村線、西浦線、北廻り福田線（大部を経て福田港）、中山線、寒霞渓急行線（秋のみ）
- 小豆島町営バス・乗り合いタクシー三都線、寒霞渓線
  - 小豆島町が主体となり運行するコミュニティバス・乗合タクシー。かつては町営バス「三都線」として運行されていたが、のちに東側の「三都東線」は廃止され、乗合タクシー「三都東線」へ転換。西側の「三都西線」は町営バス「三都線」として運行継続中。
  - 町営バス「三都線」は、小豆島オリーブバスに運行委託している[18]。
  - 乗合タクシー転換後の「三都東線」は、予約制（デマンド型交通）かつ事前登録制の町民専用となり、観光客など島外からの来訪者は乗車できない。
- 土庄町営バス四海線
  - 土庄町の四海地区は人口の減少が激しく、オリーブバスでは対応しきれなかった。
- 小豆島交通株式会社
  - 土庄町に本社を置き、定期観光バス「島めぐり観光バス」[19]、貸切バス、タクシーを運行する[20]。
- かつて小豆島バスが島内でバス事業などを営んでいたが、乗合バス事業は小豆島オリーブバス、貸切バス事業等は小豆島交通へ継承され、バス事業から撤退している。

#### その他
- 寒霞渓ロープウェイ
- タクシー
- レンタカー
- レンタバイク
- レンタサイクル

### 道路
- 国道436号：姫路市 -（フェリー） - 福田港 - 草壁港 - 池田港 - 土庄港 -（フェリー） - 高松市
- 香川県道26号土庄福田線：福田港 - 大部港 - 土庄
- 香川県道27号土庄神懸線
- 香川県道28号坂手港線
- 香川県道29号寒霞渓公園線
- 香川県道31号嶮岨山線
- 香川県道246号福田港神懸線
- 香川県道248号橘大角坂手港線
- 香川県道249号田浦坂手港線
- 香川県道250号三都港平木線
- 香川県道251号蒲野西村線
- 香川県道252号上庄池田線
- 香川県道253号屋形崎小江渕崎線
- 香川県道254号本町小瀬土庄港線
- 香川県道268号神の浦吉野線

## 出身者

### 政財界
- 大江正彦（第4代小豆島町長）[21]
- 木下尚慈（実業家、ユニリーバ・ジャパン社長）
- 中川晋（日清食品社長）

### 軍人
- 高橋坦（陸軍中将、梅津・何応欽協定成立に尽力）土庄町長浜

### 学術
- 浜田寿美男（発達心理学者）
- 村崎サイ（徳島文理大学創立者）
- 黒川知文（神学者・牧師）

### 文化・芸術
- 壺井栄（作家・詩人）
- 壺井繁治（詩人）
- 黒島伝治（作家）
- 山本崇一朗（漫画家）

### 芸能・報道機関
- 石倉三郎（俳優・タレント・元コント・レオナルド）
- 正司敏江（漫才師）
- 中田ボタン（漫才師）
- 伊藤君子（ジャズシンガー）
- 山口喜久一郎（テレビ西日本アナウンサー）
- ヨシケン（ロックシンガー）
- 勝詩（シンガーソングライター）

### スポーツ
- 石床幹雄（元プロ野球選手、第1回ドラフト阪神1位）
- 村上義則（元プロ野球選手、中日）
- 鳥坂九十九（元プロ野球選手、近鉄・巨人）
- 児玉広志（競輪選手）
- 佐竹功年（社会人野球選手、トヨタ自動車）
- 関口将平（元アトランタ・ブレーブスマイナー契約）
- 琴勇輝一巖（大相撲・佐渡ヶ嶽部屋、島出身者で初めての関取）
- 真砂寧々 (読売ジャイアンツ女子チーム)

## 小豆島を舞台にした作品

### 小説・詩集
- 二十四の瞳（小説、壺井栄）
- 母のない子と子のない母と（小説、壺井栄）
- 大空（俳句集、尾崎放哉）
- 海も暮れきる（伝記小説、吉村昭）
- 小豆島殺人事件（小説、中町信）
- 僕の行く道（小説、新堂冬樹）
- 八日目の蝉（小説、角田光代）
- 二十五の瞳（小説、樋口毅宏）
- おまめごとの島（小説、中澤日菜子）
- 我在日本小豆島開了一間茶餐廳（小說、別我、〈香港出版〉）

### 映画
壺井栄原作による映画
- 二十四の瞳（〈松竹〉1954年、監督：木下惠介 / 1987年、監督：朝間義隆）
- 母のない子と子のない母と（〈劇団民藝〉1952年、監督：若杉光夫）
- 女の暦（〈新東宝〉1954年、監督：久松静児）
- 小さな花の物語（〈松竹〉1961年、監督：川頭義郎）
- 純愛物語草の実（〈東映〉1962年、監督：村山新治）
- あすの花嫁（〈日活〉1962年、監督：野村孝）

壺井栄原作以外の映画
- 馬鹿っちょ出船（〈松竹〉1965年、監督：桜井秀雄）
- 風の子どものように（〈グループ風土舎〉1992年、監督：瀬藤祝）
- ぼくとママの黄色い自転車（〈ティ・ジョイ〉2009年、監督：河野圭太）原作は『僕の行く道』
- 八日目の蝉（〈松竹〉2011年、監督：成島出）
- 瀬戸内海賊物語（〈松竹〉2014年、監督：大森研一）
- しまこと小豆島（※短編映画 2016年、監督：香西志帆）
- 劇場版『からかい上手の高木さん』（〈東宝〉2022年、監督：赤城博昭）
- 映画 からかい上手の高木さん（〈東宝〉2024年、監督：今泉力哉）

### 島内でロケが行われた映画
- 獄門島（〈東横映画〉1949年、監督：松田定次）
- 博徒七人（〈東映〉1966年、監督：小沢茂弘）
- 釣りバカ日誌（〈松竹〉1988年、監督：栗山富夫）
- 男はつらいよ「寅次郎の縁談」（〈松竹〉1993年、監督：山田洋次）
- 魔女の宅急便（〈東映〉2014年、監督：清水崇）
- バースデーカード（〈東映〉2016年、監督：吉田康弘）
- 8年越しの花嫁 奇跡の実話（〈松竹〉2017年、監督：瀬々敬久）
- 明日へ 戦争は罪悪である（〈明日へ  戦争は罪悪である製作委員会〉 2017年、監督：藤嘉行）
- 喜劇 愛妻物語（2020年、バンダイナムコアーツ、原作・脚本・監督 足立紳）

### テレビドラマ・広告など
- あしたの風 （1962年、NHK連続テレビ小説）
- 痛快あばれはっちゃく （テレビ朝日）
  - 第20話「笑え！オリーブの島マルヒ作戦 」（1983年8月13日）
  - 第21話「独占！海の宝物マルヒ作戦」（1983年8月20日）
- 海も暮れきる～小豆島の放哉～ (1986年1月、NHK総合)
- グッド★コンビネーション（2001年、NHK総合・NHK衛星第二）
- 京都地検の女 シーズン3 最終回スペシャル・鶴丸検事、20年目の運命の再会…同級生は殺人犯で被害者!?チェッカーズの名曲が暴く家庭崩壊の秘密と嘘（テレビドラマ、2006年6月）
- さすらい署長 風間昭平⑥　～さぬき・金毘羅殺人事件～（テレビドラマ、2007年4月）
- 京都殺人案内 夢の祇園・花暦の殺意！だらりの帯が涙に濡れた幻の舞妓16年目の恩讐の夜！（テレビドラマ、2008年7月）
- 八日目の蝉（テレビドラマ2010年3月 - 5月）
- ラブレター（テレビドラマ、2008年11月 - 2009年2月）
- 遺品整理人・谷崎藍子〜死者が遺したメッセージ〜（テレビドラマ、2010年5月）
- おふくろ先生の診療日記3 瀬戸内・小豆島編（テレビドラマ、2010年9月）
- 新 京都殺人案内（テレビドラマ、2018年2月）
- 痛快!ビッグダディ 12 - 19（テレビ番組、2011年10月 - 2013年4月）
- JR四国四国へ恋 二人で恋 CM（1991年）

- ダイハツ工業「日本のどこかで」CMシリーズ（2012年）
- トヨタ・パッソアズキマイカ色 CM（2012年）
- かどや製油 CM（2023年）
- レディースアートネイチャー CM（2023年）
- 海の上の診療所（テレビドラマ、2013年）
- Nのために（テレビドラマ、2014年）
- 表参道高校合唱部!（テレビドラマ、2015年）
- からかい上手の高木さん（テレビドラマ、2024年）

### 歌
- 小豆島の乙女（作詞：石本美由起／作曲：宮本栄一／編曲：上原げんと／唄：コロムビア・ローズ、1956年）
- オリーブの唄（作詞：河西新太郎／作曲：服部良一／唄：二葉あき子、1957年）
- 波止場しぐれ（作詞：吉岡治／作曲：岡千秋／唄：石川さゆり、1985年）
- おばあちゃんのひとりごと（作詞：中塚政子／作曲・唄：河島英五、1988年）
- 瀬戸内 小豆島（作詞：たきのえいじ／作曲：弦哲也／唄：水森かおり、2020年）
- まっすぐ（作詞・作曲・唄：大原ゆい子、2022年）
- 小豆島へ行こう（作詞：秋元康／作曲・編曲：ジンツチハシ／唄：STU48[注釈 4]、2024年）

### アニメ・漫画・ゲーム
- あまつみそらに!（アダルトゲーム、2010年）
- 鬼ごっこ!（2011年）-作中の「美夜島」のモデルは直島だがエンジェルロードなどが登場する。
- うどんの国の金色毛鞠（漫画第3、4巻、2012年 -）
- からかい上手の高木さん（アニメ：2018・2019・2022年、劇場版：2022年）[注釈 5]
- BanG Dream! Ave Mujica（アニメ：2025年）-12話に池田港や三笠山山頂などが登場する。

## その他
- 1950年代に名古屋鉄道が愛知県三河湾沖の沖島を開発するにあたり、小豆島島内のニホンザル36頭を捕獲して沖島で放し飼いを行った[22]。以後沖島は「猿が島」として1990年代まで三河湾国定公園の観光地の一つとして賑わった。
- 2019年に、中華人民共和国の個人や企業が、小豆島を商標登録する申請が相次ぎ、香川県が異議を申し立てるケースが相次いでいる[23]。